# Gary Donnelly
Gary Donnelly (Phoenix, 3 giugno 1962) è un ex tennista statunitense.

## Carriera
In carriera ha vinto 8 titoli di doppio. Nei tornei del Grande Slam ha ottenuto il suo miglior risultato raggiungendo la finale di doppio a Wimbledon nel 1986, in coppia con il connazionale Peter Fleming.

## Statistiche

### Doppio

#### Vittorie (8)
| N. | Anno | Torneo                        | Superficie  | Compagno       | Avversari in finale             | Punteggio     |
| 1. | 1984 | Hawaiian Open, Honolulu       | Cemento     | Butch Walts    | Mark Dickson Mike Leach         | 7–6, 6–4      |
| 2. | 1985 | Vienna Open, Vienna           | Cemento     | Mike De Palmer | Sergio Casal Emilio Sánchez     | 6–4, 6–3      |
| 3. | 1986 | Grand Prix Bari, Bari         | Terra rossa | Tomáš Šmíd     | Sergio Casal Emilio Sánchez     | 2–6, 6–4, 6–4 |
| 4. | 1986 | Tokyo Indoor, Tokyo           | Sintetico   | Mike De Palmer | Andrés Gómez Ivan Lendl         | 6-3, 7-5      |
| 5. | 1986 | Hong Kong Open, Hong Kong     | Cemento     | Mike De Palmer | Pat Cash Mark Kratzmann         | 7–6, 6–7, 7–5 |
| 6. | 1987 | Livingston Open, Livingston   | Cemento     | Greg Holmes    | Ken Flach Robert Seguso         | 7–6, 6–3      |
| 7. | 1987 | Schenectady Open, Schenectady | Cemento     | Gary Muller    | Brad Pearce Jim Pugh            | 7–6, 6–2      |
| 8. | 1987 | Washington Open, Washington   | Cemento     | Peter Fleming  | Laurie Warder Blaine Willenborg | 6-2, 7-6      |